# Tomohiro Hasumi
Tomohiro Hasumi (蓮見 知弘 Hasumi Tomohiro?), född 6 juni 1972 i Tokyo prefektur, är en japansk före detta fotbollsspelare.
Hasumi började sin karriär 1991 i Yomiuri (Verdy Kawasaki). 1996 flyttade han till Fujitsu. Efter Fujitsu spelade han för Tokyo Gas och Vegalta Sendai. Han avslutade karriären 2001.